# 초당사걸
초당사걸(初唐四傑)은 중국의 시인 4인방이다. 즉, 왕발(王勃, 649-676), 양형(楊炯, 650-? ), 노조린(盧照隣, 635-684), 낙빈왕(駱賓王, 640 ?-684 ?)을 초당 4걸이라 한다.

왕발은 왕적(王績)의 조카되는 수재 시인으로 28세에 죽었다. 왕발, 양형은 율시(律詩)의 완성에 공이 많은 시인이다. 여기에 비해 노조린, 낙빈왕은 가행체(歌行體)라고 칭하는 장편의 슬픈 정취(情趣)를 담은 이야기조(調)의 시인으로서 알려졌다. 노조린은 악질(惡疾)로 인하여 육체적으로 시달림을 받다가 투신자살하고 말았다. 낙빈왕은 측천무후에 대한 반란군에 가담하여 최후를 알 길이 없다. 낙빈왕의 가행체 시는 당시의 유명한 사랑 이야기의 실화를 소재(素材)로 하여 거기에 슬픈 정취를 곁들여서 새로운 문예를 개척했다.

## 같이 보기
- 당시